# Jacques Landriault
Jacques Landriault (* 23. September 1921 in Alfred (heute Alfred and Plantagenet); † 6. November 2017) war ein kanadischer Geistlicher und römisch-katholischer Bischof von Timmins und Teilnehmer der letzten drei Sitzungsperioden des Zweiten Vatikanischen Konzils.

## Leben
Jacques war das jüngste von 11 Kindern seiner Eltern Amédée Landriault und dessen Ehefrau Marie-Louise Brisebois. Er erhielt seine Schulbildung auf der High School in Montfort Fathers in Papineauville. Anschließend immatrikulierte er auf der Universität Ottawa und danach auf der Saint Paul University.
Jacques Landriault empfing am 9. Februar 1947 die Priesterweihe. 1953 wurde er zum Kanzler des Bistums Timmins ernannt.
Papst Johannes XXIII. ernannte ihn am 15. Mai 1962 zum Weihbischof in Alexandria in Ontario und Titularbischof von Cadi. Der Apostolische Delegat in Kanada, Erzbischof Sebastiano Baggio, spendete ihm am 25. Juli desselben Jahres die Bischofsweihe; Mitkonsekratoren waren Rosario L. Brodeur, Bischof von Alexandria in Ontario, und Maxime Tessier, Bischof von Timmins.  
Am 27. Mai 1964 wurde er durch Papst Paul VI. zum Bischof von Hearst ernannt und am 14. Juli 1964 in das Amt eingeführt. Paul VI. ernannte ihn am 24. März 1971 zum Bischof von Timmins; bis zum 8. Februar 1973 verwaltete Landriault das Bistum Hearst weiter als Diözesanadministrator. 
Am 13. Dezember 1990 nahm Papst Johannes Paul II. seinen Rücktritt aus gesundheitlichen Gründen an.